# 亂世情侶二胡協奏曲
《亂世情侶》二胡協奏曲又名《第2二胡協奏曲》、《亂世情》二胡協奏曲，何占豪於1987年應香港中樂團之邀，為黃安源而創作的二胡協奏曲。

## 故事背景
有一對情侶，女的是岳飛的後代，男的是秦檜的曾孫。由於朝廷投降派利用他們前輩的仇恨，進行挑撥陷害，使他們愛恨交加，彼此猜疑，差點在戰場上被敵人置於死地。「山愁水憂，干戈不休，赤心報國有何罪？壯志何時酬」這首詞表達了這對情侶當時的愛國之心和怨憤之情。
樂曲沒有描寫具體的故事，而是概括地刻畫了情侶的心聲，快板部分可以讀解為精忠報國、勇猛殺敵之聲；慢板、柔板部分，可以讀解為情侶相愛、相思和滿腔怨憤之情。